# Tim Matavž
Tim Matavž (San Pietro-Vertoiba, 13 gennaio 1989) è un calciatore sloveno, attaccante del Gorica, di cui è capitano.

## Caratteristiche tecniche
Tim Matavž è una prima punta, potente e abile nel gioco aereo. Rapido e in possesso di buoni fondamentali tecnici, calcia preferibilmente di sinistro. All'abilità in fase di finalizzazione unisce la capacità di difendere palla, far salire la squadra e aprire spazi per i propri compagni.

## Carriera

### Club

#### Gli inizi e il passaggio al Gorica
Matavž inizia a giocare nelle giovanili del Bilje, per poi passare a quelle del Gorica nel 2004. Nel 2006 passa in prima squadra, segnando 11 gol in 30 partite di campionato e l'unica rete del Gorica nella gara di andata del primo turno di qualificazione della Coppa UEFA 2007-2008 contro il Rabotnički, partita persa 2-1.

#### Il trasferimento in Olanda: Groningen e la parentesi all'Emmen
Il 30 agosto 2007 si trasferisce nei Paesi Bassi, firmando un contratto di 5 anni per il Groningen. Dopo una stagione in cui disputa 15 partite in Eredivisie, passa in prestito all'Emmen, con cui colleziona 15 partite e 5 gol in Eerste Divisie. Nel gennaio 2009 ritorna al Groningen per via di un infortunio alla caviglia che lo costringe a operarsi. Il 13 marzo 2009 realizza il primo gol in Eredivisie nella vittoria per 2-0 contro il Roda JC. Nella stagione successiva si ritaglia un ruolo via via più decisivo nella squadra biancoverde: rimane a secco nelle prime dieci partite di campionato, quindi realizza 13 reti nelle restanti 22. Ormai titolare inamovibile, l'anno seguente conferma la propria vena realizzativa, firmando 15 reti nelle prime 22 partite di campionato, con anche una tripletta all'attivo segnata al Willem II.
Per la nuova stagione il 14 agosto 2011 segna una tripletta alla seconda di campionato all'ADO Den Haag (4-2).

#### Gli anni al PSV Eindhoven
Il 31 agosto 2011 viene venduto al PSV con cui firma un contratto triennale.
Debutta in campionato l'11 settembre nel pareggio esterno per 3-3 contro il VVV-Venlo e anche in Europa League il 15 settembre contro il Legia Varsavia (1-0). Segna il suo secondo gol in campionato il 24 settembre al minuto 83 nella goleada contro il Roda JC per 7-1, dopo che ne aveva realizzato in precedenza uno nel pareggio 2-2 contro l'Ajax.
L'8 aprile 2012 vince la Coppa d'Olanda per 3-0 contro l'Heracles Almelo giocando da titolare.
Conclude la stagione con 42 presenze e 20 gol segnati in totale.
Inaugura la stagione successiva con un gol alla prima partita di campionato, l'11 agosto nella sconfitta per 3-2 contro l'RKC Waalwijk. Segna poi una tripletta il 30 agosto nella sfida di Europa League vinta per 9-0 contro lo Zeta.
Il 25 ottobre in PSV-AIK 1-1 di Europa League gioca la sua partita numero 200 con i club.
Il 6 dicembre segna una tripletta al Napoli in Europa League.
Conclude la stagione con 35 presenze e 18 gol in totale.
Il 22 settembre 2013 in PSV-Ajax 4-0 segna il suo gol numero 100 tra i professionisti.

#### Augusta e i prestiti a Genoa e Norimberga
Il 4 luglio 2014 viene ufficializzato il suo passaggio al club tedesco dell'Augusta, con cui firma un contratto quinquennale.
In un anno e mezzo segna solo 3 gol e il 1º febbraio 2016 viene ufficializzato il suo passaggio al club italiano del Genoa con la formula del prestito temporaneo con diritto di riscatto. Dopo 7 apparizioni fa ritorno in Germania e passa in prestito al Norimberga dove nel 2016/17 segna 5 gol.

#### Il ritorno in Olanda
Nell'estate del 2017 fa ritorno in Olanda firmando per il Vitesse con cui in tre stagioni mette insieme complessivamente 90 presenze e 41 gol .

#### Altre esperienze estere
Il 12 luglio 2020 viene acquistato dall'Al-Wahda con cui mette insieme 19 presenze e 12 gol nel campionato qatariota.
Il 14 agosto 2021 firma per il Bursaspor. Dopo aver segnato solo 2 gol nel campionato turco, il 30 gennaio passa all'Omonia, club di Cipro con cui firma un contratto di un anno e mezzo.

### Nazionale
Dopo aver militato in Under-21, esordisce nella nazionale maggiore slovena alla vigilia del Mondiale 2010, subentrando al minuto 84º nel corso dell'amichevole contro la Nuova Zelanda disputata a Maribor il 4 giugno 2010. Partecipa quindi alla rassegna sudafricana, disputando la parte finale del match contro l'Inghilterra.
Trova i suoi primi gol l'8 ottobre 2010 nella partita valida per le qualificazioni a EURO 2012 contro le Fær Øer (5-1), nella quale mette a segno una tripletta.

## Statistiche

### Presenze e reti nei club
Statistiche aggiornate al 18 gennaio 2023.
| Stagione             | Squadra              | Campionato           | Campionato | Campionato | Coppe nazionali | Coppe nazionali | Coppe nazionali | Coppe continentali | Coppe continentali | Coppe continentali | Altre coppe | Altre coppe | Altre coppe | Totale | Totale |
| Stagione             | Squadra              | Comp                 | Pres       | Reti       | Comp            | Pres            | Reti            | Comp               | Pres               | Reti               | Comp        | Pres        | Reti        | Pres   | Reti   |
| -------------------- | -------------------- | -------------------- | ---------- | ---------- | --------------- | --------------- | --------------- | ------------------ | ------------------ | ------------------ | ----------- | ----------- | ----------- | ------ | ------ |
| 2006-2007            | Gorica               | 1. SNL               | 27         | 11         | CS              | 3               | 2               | UCL                | 1                  | 0                  | -           | -           | -           | 31     | 13     |
| ago. 2007            | Gorica               | 1. SNL               | 3          | 0          | -               | -               | -               | CU                 | 2                  | 1                  | -           | -           | -           | 5      | 1      |
| Totale Gorica        | Totale Gorica        | Totale Gorica        | 30         | 11         |                 | 3               | 2               |                    | 3                  | 1                  | -           | -           | -           | 36     | 14     |
| 2007-2008            | Groningen            | E                    | 15         | 0          | CO              | 2               | 4               | -                  | -                  | -                  | -           | -           | -           | 17     | 4      |
| 2008-gen. 2009       | Emmen                | ED                   | 15         | 5          | CO              | 1               | 0               | -                  | -                  | -                  | -           | -           | -           | 16     | 5      |
| gen.-giu. 2009       | Groningen            | E                    | 4+4        | 2+1        | CO              | 0               | 0               | -                  | -                  | -                  | -           | -           | -           | 8      | 3      |
| 2009-2010            | Groningen            | E                    | 32+2       | 13+1       | CO              | 4               | 3               | -                  | -                  | -                  | -           | -           | -           | 38     | 17     |
| 2010-2011            | Groningen            | E                    | 29+2       | 16+2       | CO              | 6               | 4               | -                  | -                  | -                  | -           | -           | -           | 37     | 22     |
| ago. 2011            | Groningen            | E                    | 4          | 3          | CO              | 0               | 0               | -                  | -                  | -                  | -           | -           | -           | 4      | 3      |
| Totale Groningen     | Totale Groningen     | Totale Groningen     | 84+8       | 34+4       |                 | 12              | 11              |                    | -                  | -                  | -           | -           | -           | 104    | 49     |
| ago. 2011-2012       | PSV                  | E                    | 28         | 11         | CO              | 5               | 4               | UEL                | 9                  | 5                  | -           | -           | -           | 42     | 20     |
| 2012-2013            | PSV                  | E                    | 27         | 11         | CO              | 4               | 2               | UEL                | 7                  | 7                  | -           | -           | -           | 38     | 20     |
| 2013-2014            | PSV                  | E                    | 15         | 2          | CO              | 1               | 0               | UCL+UEL            | 4+2                | 2+0                | -           | -           | -           | 22     | 4      |
| Totale PSV Eindhoven | Totale PSV Eindhoven | Totale PSV Eindhoven | 70         | 24         |                 | 10              | 6               |                    | 22                 | 14                 |             | -           | -           | 102    | 44     |
| 2014-2015            | Augusta              | BL                   | 16         | 3          | CG              | 1               | 0               | -                  | -                  | -                  | -           | -           | -           | 17     | 3      |
| 2015-gen. 2016       | Augusta              | BL                   | 11         | 0          | CG              | 2               | 0               | UEL                | 4                  | 0                  | -           | -           | -           | 17     | 0      |
| Totale Augusta       | Totale Augusta       | Totale Augusta       | 27         | 3          |                 | 3               | 0               |                    | 4                  | 0                  |             | -           | -           | 34     | 3      |
| gen.-giu. 2016       | Genoa                | A                    | 7          | 0          | CI              | 0               | 0               | -                  | -                  | -                  | -           | -           | -           | 6      | 0      |
| 2016-2017            | Norimberga           | 2L                   | 20         | 5          | CG              | 1               | 0               | -                  | -                  | -                  | -           | -           | -           | 21     | 5      |
| 2017-2018            | Vitesse              | E                    | 30+4       | 14+2       | CO              | 1               | 0               | UEL                | 5                  | 1                  | SO          | 1           | 0           | 41     | 17     |
| 2018-2019            | Vitesse              | E                    | 14+4       | 6+3        | CO              | 0               | 0               | UEL                | 4                  | 2                  | -           | -           | -           | 22     | 11     |
| 2019-2020            | Vitesse              | E                    | 25         | 12         | CO              | 2               | 1               | -                  | -                  | -                  | -           | -           | -           | 27     | 13     |
| Totale Vitesse       | Totale Vitesse       | Totale Vitesse       | 69+8       | 32+5       |                 | 3               | 1               |                    | 9                  | 3                  |             | 1           | 0           | 90     | 41     |
| 2020-2021            | Al-Wahda             | AGL                  | 19         | 12         | CE+CdL          | 2+1             | 0               | ACL                | 1+6                | 0+1                | -           | -           | -           | 29     | 13     |
| 2021-feb. 2022       | Bursaspor            | SL                   | 16         | 2          | CT              | 1               | 0               | -                  | -                  | -                  | -           | -           | -           | 17     | 2      |
| feb.-giu. 2022       | Omonia               | A                    | 2+4        | 0+2        | CC              | 5               | 0               | UCL+UEL+UEL        | -                  | -                  | SC          | -           | -           | 11     | 2      |
| 2022-gen. 2023       | Omonia               | A                    | 4          | 1          | CC              | 0               | 0               | UEL                | 1                  | 0                  | SC          | 1           | 0           | 6      | 1      |
| Totale Omonia        | Totale Omonia        | Totale Omonia        | 10         | 3          |                 | 5               | 0               |                    | 1                  | 0                  |             | 1           | 0           | 17     | 3      |
| gen.-giu. 2023       | HNK Gorica           | HNL                  | 15         | 0          | CC              | 0               | 0               | -                  | -                  | -                  | -           | -           | -           | 15     | 0      |
| Totale carriera      | Totale carriera      | Totale carriera      | 398        | 140        |                 | 42              | 20              |                    | 46                 | 19                 |             | 2           | 0           | 488    | 179    |

### Cronologia presenze e reti in nazionale
| Cronologia completa delle presenze e delle reti in nazionale ― Slovenia | Cronologia completa delle presenze e delle reti in nazionale ― Slovenia | Cronologia completa delle presenze e delle reti in nazionale ― Slovenia | Cronologia completa delle presenze e delle reti in nazionale ― Slovenia | Cronologia completa delle presenze e delle reti in nazionale ― Slovenia | Cronologia completa delle presenze e delle reti in nazionale ― Slovenia | Cronologia completa delle presenze e delle reti in nazionale ― Slovenia | Cronologia completa delle presenze e delle reti in nazionale ― Slovenia |
| Data                                                                    | Città                                                                   | In casa                                                                 | Risultato                                                               | Ospiti                                                                  | Competizione                                                            | Reti                                                                    | Note                                                                    |
| ----------------------------------------------------------------------- | ----------------------------------------------------------------------- | ----------------------------------------------------------------------- | ----------------------------------------------------------------------- | ----------------------------------------------------------------------- | ----------------------------------------------------------------------- | ----------------------------------------------------------------------- | ----------------------------------------------------------------------- |
| 4-6-2010                                                                | Maribor                                                                 | Slovenia                                                                | 3 – 1                                                                   | Nuova Zelanda                                                           | Amichevole                                                              | -                                                                       | 84’                                                                     |
| 23-6-2010                                                               | Port Elizabeth                                                          | Slovenia                                                                | 0 – 1                                                                   | Inghilterra                                                             | Mondiali 2010 - 1º turno                                                | -                                                                       | 79’                                                                     |
| 11-8-2010                                                               | Lubiana                                                                 | Slovenia                                                                | 2 – 0                                                                   | Australia                                                               | Amichevole                                                              | -                                                                       | 46’                                                                     |
| 3-9-2010                                                                | Maribor                                                                 | Slovenia                                                                | 0 – 1                                                                   | Irlanda del Nord                                                        | Qual. Euro 2012                                                         | -                                                                       | 88’                                                                     |
| 8-10-2010                                                               | Lubiana                                                                 | Slovenia                                                                | 5 – 1                                                                   | Fær Øer                                                                 | Qual. Euro 2012                                                         | 3                                                                       |                                                                         |
| 12-10-2010                                                              | Tallinn                                                                 | Estonia                                                                 | 0 – 1                                                                   | Slovenia                                                                | Qual. Euro 2012                                                         | -                                                                       | 53’                                                                     |
| 17-11-2010                                                              | Capodistria                                                             | Slovenia                                                                | 1 – 2                                                                   | Georgia                                                                 | Amichevole                                                              | -                                                                       | 46’                                                                     |
| 9-2-2011                                                                | Tirana                                                                  | Albania                                                                 | 1 – 2                                                                   | Slovenia                                                                | Amichevole                                                              | -                                                                       | 46’                                                                     |
| 3-6-2011                                                                | Toftir                                                                  | Fær Øer                                                                 | 0 – 2                                                                   | Slovenia                                                                | Qual. Euro 2012                                                         | 1                                                                       | 76’                                                                     |
| 2-9-2011                                                                | Lubiana                                                                 | Slovenia                                                                | 1 – 2                                                                   | Estonia                                                                 | Qual. Euro 2012                                                         | 1                                                                       |                                                                         |
| 11-10-2011                                                              | Maribor                                                                 | Slovenia                                                                | 1 – 0                                                                   | Serbia                                                                  | Qual. Euro 2012                                                         | -                                                                       | 22’                                                                     |
| 15-11-2011                                                              | Lubiana                                                                 | Slovenia                                                                | 2 – 3                                                                   | Stati Uniti                                                             | Amichevole                                                              | 2                                                                       | 79’                                                                     |
| 26-5-2012                                                               | Kufstein                                                                | Grecia                                                                  | 1 – 1                                                                   | Slovenia                                                                | Amichevole                                                              | -                                                                       | 45’ 79’                                                                 |
| 15-8-2012                                                               | Lubiana                                                                 | Slovenia                                                                | 4 – 3                                                                   | Romania                                                                 | Amichevole                                                              | -                                                                       | 84’                                                                     |
| 7-9-2012                                                                | Lubiana                                                                 | Slovenia                                                                | 0 – 2                                                                   | Svizzera                                                                | Qual. Mondiali 2014                                                     | -                                                                       |                                                                         |
| 11-9-2012                                                               | Oslo                                                                    | Norvegia                                                                | 2 – 1                                                                   | Slovenia                                                                | Qual. Mondiali 2014                                                     | -                                                                       |                                                                         |
| 12-10-2012                                                              | Maribor                                                                 | Slovenia                                                                | 2 – 1                                                                   | Cipro                                                                   | Qual. Mondiali 2014                                                     | 2                                                                       |                                                                         |
| 16-10-2012                                                              | Tirana                                                                  | Albania                                                                 | 1 – 0                                                                   | Slovenia                                                                | Qual. Mondiali 2014                                                     | -                                                                       |                                                                         |
| 14-11-2012                                                              | Skopje                                                                  | Macedonia                                                               | 3 – 2                                                                   | Slovenia                                                                | Amichevole                                                              | -                                                                       |                                                                         |
| 6-2-2013                                                                | Lubiana                                                                 | Slovenia                                                                | 0 – 3                                                                   | Bosnia ed Erzegovina                                                    | Amichevole                                                              | -                                                                       | 72’                                                                     |
| 22-3-2013                                                               | Lubiana                                                                 | Slovenia                                                                | 1 – 2                                                                   | Islanda                                                                 | Qual. Mondiali 2014                                                     | -                                                                       | 65’                                                                     |
| 31-5-2013                                                               | Bielefeld                                                               | Turchia                                                                 | 0 – 2                                                                   | Slovenia                                                                | Amichevole                                                              | 1                                                                       | 58’                                                                     |
| 7-6-2013                                                                | Reykjavík                                                               | Islanda                                                                 | 2 – 4                                                                   | Slovenia                                                                | Qual. Mondiali 2014                                                     | -                                                                       | 86’                                                                     |
| 14-8-2013                                                               | Turku                                                                   | Finlandia                                                               | 2 – 0                                                                   | Slovenia                                                                | Amichevole                                                              | -                                                                       |                                                                         |
| 6-9-2013                                                                | Lubiana                                                                 | Slovenia                                                                | 1 – 0                                                                   | Albania                                                                 | Qual. Mondiali 2014                                                     | -                                                                       | 83’                                                                     |
| 10-9-2013                                                               | Nicosia                                                                 | Cipro                                                                   | 0 – 2                                                                   | Slovenia                                                                | Qual. Mondiali 2014                                                     | -                                                                       | 89’                                                                     |
| 15-10-2013                                                              | Berna                                                                   | Svizzera                                                                | 1 – 0                                                                   | Slovenia                                                                | Qual. Mondiali 2014                                                     | -                                                                       | 43’                                                                     |
| 5-3-2014                                                                | Blida                                                                   | Algeria                                                                 | 2 – 0                                                                   | Slovenia                                                                | Amichevole                                                              | -                                                                       | 46’                                                                     |
| 30-3-2015                                                               | Doha                                                                    | Qatar                                                                   | 1 – 0                                                                   | Slovenia                                                                | Amichevole                                                              | -                                                                       | 46’                                                                     |
| 9-10-2015                                                               | Lubiana                                                                 | Slovenia                                                                | 1 – 1                                                                   | Lituania                                                                | Qual. Euro 2016                                                         | -                                                                       | 90+4’                                                                   |
| 12-10-2015                                                              | Serravalle                                                              | San Marino                                                              | 0 – 2                                                                   | Slovenia                                                                | Qual. Euro 2016                                                         | -                                                                       | 46’                                                                     |
| 1-9-2017                                                                | Trnava                                                                  | Slovacchia                                                              | 1 – 0                                                                   | Slovenia                                                                | Qual. Mondiali 2018                                                     | -                                                                       |                                                                         |
| 4-9-2017                                                                | Lubiana                                                                 | Slovenia                                                                | 4 – 0                                                                   | Lituania                                                                | Qual. Mondiali 2018                                                     | -                                                                       | 85’                                                                     |
| 5-10-2017                                                               | Londra                                                                  | Inghilterra                                                             | 1 – 0                                                                   | Slovenia                                                                | Qual. Mondiali 2018                                                     | -                                                                       | 79’                                                                     |
| 8-10-2017                                                               | Lubiana                                                                 | Slovenia                                                                | 2 – 2                                                                   | Scozia                                                                  | Qual. Mondiali 2018                                                     | -                                                                       | 89’                                                                     |
| 2-6-2018                                                                | Podgorica                                                               | Montenegro                                                              | 0 – 2                                                                   | Slovenia                                                                | Amichevole                                                              | -                                                                       | 46’                                                                     |
| 6-9-2018                                                                | Lubiana                                                                 | Slovenia                                                                | 1 – 2                                                                   | Bulgaria                                                                | UEFA Nations League 2018-2019 - 1º turno                                | -                                                                       | 73’                                                                     |
| 19-11-2019                                                              | Varsavia                                                                | Polonia                                                                 | 3 – 2                                                                   | Slovenia                                                                | Qual. Euro 2020                                                         | 1                                                                       | 89’                                                                     |
| 11-11-2020                                                              | Lubiana                                                                 | Slovenia                                                                | 0 – 0                                                                   | Azerbaigian                                                             | Amichevole                                                              | -                                                                       | 46’                                                                     |
| Totale                                                                  |                                                                         | Presenze                                                                | 39                                                                      |                                                                         | Reti (9º posto)                                                         | 11                                                                      |                                                                         |

## Palmarès

### Giocatore

#### Club

##### Competizioni nazionali
- Coppa dei Paesi Bassi: 1

PSV: 2011-2012
- Supercoppa dei Paesi Bassi: 1

PSV: 2012
- Coppa di Cipro: 1

Omonia: 2021-2022